# Rajsko jezero
Rajsko jezero (korejski: 천지, Hanja: 天地 Chonji, kineski: 天池 Tianchi) je kratersko jezero na granici između Kine i Sjeverne Koreje. Nalazi se na planini Baekdu na nadmorskoj visini od 2.189,1 m.
Rajsko jezero je najviše kratersko jezero na svijetu prema Guinnessovoj knjizi rekorda. Površina jezera je 9,82 km², dužina 4,85 km i širina 3,35 km. Prosječna dubina jezera je 213 m, a najveća dubina je 384 m. Preko zime jezero je prekriveno ledom.
Jezero je nastalo nakon erupcije 969. (± 20) godine.

## Čudovište Rajskog jezera
Mnogi ljudi vjeruju da u jezeru živi čudovište Rajskog jezera.